# Heinz Suhr (Schauspieler)
Heinz Suhr (* 9. Mai 1904 in Kiel; † 14. Dezember 1985 in Ost-Berlin) war ein deutscher Schauspieler, Hörspielsprecher und Theaterleiter.

## Leben
Suhr erhielt seine schauspielerische Ausbildung Anfang der 1920er-Jahre bei Theodor Gerlach in Kiel. Er arbeitete an verschiedenen deutschen Bühnen, darunter in Gera, Bonn, Greifswald und Aachen. 1946 gründete er mit Walter Koch die Kammerspiele Bremen in der Böttcherstraße. Er leitete das Theater jedoch nur kurzzeitig und war anschließend unter anderem in Landshut und Freiburg im Breisgau tätig. Am Schauspiel Leipzig war Suhr von 1959 bis 1962 und bis 1969 am Deutschen Theater Berlin verpflichtet. Später arbeitete er freiberuflich. Er übernahm Rollen in Fernsehfilmen und Kinofilmen der DEFA, darunter in der  Verfilmung des Fallada-Romans Kleiner Mann – was nun? des DDR-Fernsehens von 1967 unter der Regie von Hans-Joachim Kasprzik. Auch in mehreren Hörspielen, unter anderem beim Rundfunk der DDR, war er zu hören. Suhr war mit der Schauspielerin Hedda Björnson (1904–1984) verheiratet.

## Filmografie (Auswahl)
- 1962: Wohl dem, der lügt (Fernsehfilm)
- 1963: Carl v.[2] Ossietzky (Fernsehfilm)
- 1965: Engel im Fegefeuer
- 1965: Die Heinitzer
- 1965: Episoden vom Glück
- 1966: Irrlicht und Feuer (Fernsehfilm, Zweiteiler)
- 1967: Kleiner Mann – was nun?
- 1968: 12 Uhr mittags kommt der Boß

## Hörspiele
- 1962: Rolf Schneider: Godefroys (Godefroy) – Regie: Otto Dierichs (Hörspiel – Rundfunk der DDR)
- 1963: Alexander Ostrowski: Der Wald (Bodajew) – Regie: Hans Knötzsch (Hörspiel – Rundfunk der DDR)
- 1964: Heinz von Cramer: Die Ohrfeige (Onkel Zieten aus dem Busch) – Regie: Hans Knötzsch (Hörspiel – Rundfunk der DDR)
- 1965: Rolf Schneider: Unternehmen Plate-Rack (Admiral) Regie: Helmut Hellstorff (Hörspiel – Rundfunk der DDR)
- 1966: Bernhard Seeger: Hannes Trostberg (Dr. Holler) – Regie: Theodor Popp (Hörspiel (3 Teile) – Rundfunk der DDR)
- 1967: Joachim Goll: Bankivahühner (Stojanow) – Regie: Werner Grunow (Hörspiel-Schwank – Rundfunk der DDR)
- 1969: Fritz Selbmann: Ein weiter Weg – Regie: Fritz-Ernst Fechner (Hörspiel (8 Teile) – Rundfunk der DDR)
- 1969: Peter Hacks (nach Aristophanes): Der Frieden (Herokles) – Regie: Wolf-Dieter Panse (Hörspiel – Rundfunk der DDR)
- 1969: Eduard Claudius: Vom schweren Anfang (Dr. von Hartleben) – Regie: Horst Liepach (Kinderhörspiel – Rundfunk der DDR)
- 1970: Gottfried Teichmann: Brigadehochzeit (Briesewitz) – Regie: Joachim Gürtner (Hörspielreihe: Neumann, zweimal klingeln – Hörspiel)
- 1970: Horst Liepach: Der Dichter und seine Fabeln (Präsident) – Regie: Christa Kowalski (Rätselhörspiel (4 Teile) – Rundfunk der DDR)
- 1970: Helga Pfaff: Die Schildbürger (Schultheiß) – Regie: Horst Liepach (Kinderhörspiel – Rundfunk der DDR)
- 1970: Horst Bastian: Deine Chance zu leben – Regie: Detlef Kurzweg (Hörspiel – Rundfunk der DDR)
- 1971: Heinrich Mann: Die Vollendung des Königs Henri Quatre – Regie: Fritz Göhler (Hörspiel – Rundfunk der DDR)
- 1972: Ulrich Waldner: Gewitterstimmung (Opa Wilhelm) – Regie: Joachim Gürtner (Hörspielreihe: Neumann, zweimal klingeln – Rundfunk der DDR)
- 1973: Bertolt Brecht: Leben des Galilei  – Regie: Fritz Göhler (Hörspiel – Rundfunk der DDR)